# Tuur Dens
Tuur Dens (Rotselaar, 26 de junio de 2000) es un deportista belga que compite en ciclismo en las modalidades de pista y ruta. Ganó dos medallas en el Campeonato Mundial de Ciclismo en Pista, en los años 2021 y 2023, en la prueba de scratch.

## Medallero internacional
| Campeonato Mundial | Campeonato Mundial    | Campeonato Mundial | Campeonato Mundial |
| Año                | Lugar                 | Medalla            | Competición        |
| ------------------ | --------------------- | ------------------ | ------------------ |
| 2021               | Roubaix (Francia)     | Medalla de plata   | Scratch            |
| 2023               | Glasgow (Reino Unido) | Medalla de bronce  | Scratch            |